# Ukshin Hoti
Ukshin Hoti, född 1943 i Prizren i Kosovo, Serbien, SFR Jugoslavien, död 1999, var en kosovoalbansk politiker och albansk forskare. 
Ukshin Hoti gick i statsvetenskapliga programmet vid universiteten i Zagreb och i Belgrad. Han arbetade därefter som administratör för Kosovos riksdags kammare (Kuvëndi i Kosovës). Från och med 1975 lärde han internationell juridik vid universitet i Pristina. Efter grundexamen 1978-1979 fördjupade han studierna i statsvetenskap och internationella relationer i USA. Ukshin Hoti var grundare och ledare av Nationella unionspartiet som sedermera (1998) gick samman med Förenade demokratiska rörelsen.
Som politiskt aktiv och anhängare av Kosovos självständighetssträvan fängslades han ett antal gånger av serbiska myndigheter. I tidig 1990-tal var han en representant i internationella frågor för Kosovos exilregering. Han tillfångatogs 1994 av serbiska styrkor och skickades till ett ökänt fängelse där han ska ha sägs blivit mördat.